# Mycerinopsis tonkinea
Mycerinopsis tonkinea là một loài bọ cánh cứng trong họ Cerambycidae.